# Ešnuna
Ešnuna, sodobni Tell Asmar v provinci Diyala, Irak, je bila sumersko in kasneje akadsko mesto in mestna država v osrednji Mezopotamiji. Mesto leži tik ob Sumeriji, vendar ni nikoli spadalo v sumerski kulturni krog. 
Mestno zavetno božanstvo je bil Tišpak.

## Zgodovina
Mesto je bilo naseljeno od džemdet-nasrskega obdobja okoli leta 3000 pr. n. št.. V zgodnjem dinastičnem obdobju je bila največje mesto v regiji. Od začetka vzpona Akadskega cesarstva je doživljala obdobja neodvisnosti in nadoblasti cesarstev, med njimi Tretje urske dinastije in Isina. Nadzirala je zelo donosne trgovske poti in bila nekakšen posrednik med mezopotamsko in elamitsko kulturo. Preko nje se je trgovalo z zelo iskanim blagom kot so bili konji s severa, baker, kositer in druge kovine in dragi kamni. V enem od grobov so odkrili obesek iz zanzibarskega kopala, podragega kamna podobnega jantarju.
Po vzponu na položaj neodvisne države med vladanjem Šamši-Adada v zgodnjem 2. tisočletju pr. n. št., so jo okupirali  Elamiti. V 38. letu svoje vladavine jo je podjarmil Hamurabi Babilonski in jo priključil k  Starobabilonskemu cesarstvu, ki se včasih imenuje tudi Prva babilonska dinastija. Od takrat dalje se mesto v klinopisnih virih omenja bolj redko, kar morda kaže na njen zaton in izginotje. 

## Arheologija
Ostanki starodavnega mesta so zdaj pokopani v gomili Tell Asmar, 38 km severovzhodno od Bagdada. Najdišče so v letih 1930-1936 šest sezon odkopavali arheologi Oriental Institute Univerze v Chicagu pod vodstvom Henrija Frankforta in sodelovanju Thorkilda Jacobsena in Setona Lloyda.
Kljub temu, da je od izkopavanj minilo že zelo dolgo časa, se takratne najdbe, med katere spada približno 1500 klinopisnih tablic, še vedno preučujejo.
V drugi polovici 1990. let so Tell Asmar raziskovali iraški arheologi. Rezultati njihovih raziskav še niso objavljeni.

### Ešnunski zakoni
Ešnunski zakoni so zapisani na dveh glinastih tablicah, odkritih v Šadupumu (Tell Harmal), in odlomkih, odkritih v Tell Haddadu, antičnem Mê-Turanu. Napisani so bili približno v času Daduša Ešnunskega in verjetno niso uradne kopije. Kdaj so bili napisani izvirni zakoni, ni znano. Njihova vsebina je podobna Hamurabijevemu zakoniku.

### Kvadratni Abujev tempelj
Kvadratni Abujev tempelj v Ešnuni je šel skozi več faz. Na samem začetku v zgodnjem dinastičnem obdobju je bil  arhaično svetišče, nato kvadraten tempelj in nazadnje prostorno svetišče. Njegova arhitektura in v njem najdene skulpture so pomagale ustvariti osnovo za razdelitev zgodnjega dinastičnega obdobja na tri samostojna obdobja: ED I, ED II in ED III.  V templju so odkrili skrivališče z dvanajstimi skulpturami v geometrijskem slogu, izdelanimi  iz mavca, ki spadajo med najstarejše primerke bližnjevzhodnega kiparstva.

### Vladarji
| Vladar             | Predvideno vladanje | Komentar                                                                                        |
| ------------------ | ------------------- | ----------------------------------------------------------------------------------------------- |
| Urguedina          | ~2000 pr. n. št.    | Guverner pod Šulgijem iz Tretje urske dinastije                                                 |
| Kalamu             |                     | Guverner pod Šulgijem iz Tretje urske dinastije                                                 |
| Ituria             |                     | Guverner pod Šu-Sinom iz Tretje urske dinastije                                                 |
| Ilušuilia          |                     | Guverner pod Ibi-Sinom iz Tretje urske dinastije                                                |
| Nurakum            |                     | Guverner pod Ibi-Sinom iz Tretje urske dinastije, sodobnik Išbi-Ere                             |
| Kirikiri           |                     |                                                                                                 |
| Bilalama           |                     | Sodobnik Tan-Ruhuratirja Elamskega                                                              |
| Išaramašu          |                     |                                                                                                 |
| Usuravasu          |                     |                                                                                                 |
| Ur-Ninmar          |                     |                                                                                                 |
| Ur-Ningizida       |                     |                                                                                                 |
| Ipik-Adad I        |                     | Sodobnik Abdi-Eraha Kafajaškega in Sumu-abuma Babilonskega                                      |
| Saria              |                     |                                                                                                 |
| Varasa             |                     |                                                                                                 |
| Belakum            |                     |                                                                                                 |
| Ibal-pi-El I.      |                     |                                                                                                 |
| Ipik-Adad II.      | ~1700 pr. n. št.    | Vladal najmanj 36 let                                                                           |
| Naram-Sin Ešnunski |                     | Sin Ipik-Adada II., sodobnik Šamši-Adada I.                                                     |
| Danum-tahaz        |                     | Približna umestitev                                                                             |
| Daduša             |                     | Sin Ipik-Adada II., sodobnik Šamši-Adada I.                                                     |
| Ibal-pi-El II.     |                     | Sodobnik Zimri-Lima Marijskega, ubit v boju z Sive-palar-hupakom Elamskim, ki je zasedel Ešnuno |
| Sili-Sin           |                     |                                                                                                 |